# Александровский машиностроительный завод
ОАО «Александровский машиностроительный завод» — российское предприятие, специализирующееся на выпуске горно-шахтной и горнорудной техники, в частности, ленточных конвейеров. Основан в августе 1802 года как чугунно-литейное производство, в настоящее время является одним из старейших действующих предприятий России. Расположен в городе Александровск Пермского края.

## История
Завод основан в августе 1802 году по указу Берг-коллегии Всеволодом Андреевичем Всеволожским как Лытвенский железоделательный завод (по названию реки Лытвы, на которой расположен). Позднее переименован в честь старшего сына владельца, Александра. С 1783 года у места строительства завода существовало поселение, впоследствии выросшее в город Александровск.
Запуск завода состоялся 16 (4) июля 1808 года, имея в составе две доменные печи и четыре кричных горна. Сырьё для завода поставлялось с местных месторождений, в частности, с Кизеловского, а по мере выработки начало завозиться из района Нижнего Тагила. Чугун частично переделывался в железо на месте, частично поставлялся для дальнейшей переработки на Майкорский завод. В 1810 году завод произвёл 2604 т чугуна 475 т железа.
В 1820-е годы в окрестностях завода обнаружены залежи каменного угля. Для обеспечения его добычи наряду с чугунно-литейным производством было организовано металлообрабатывающее производство, где изготавливался простейший шахтёрский инструмент, а впоследствии осваивалось производство паровых машин.
В 1845 году на заводе появились пудлинговые печи, в 1850-х годах впервые на Урале предпринимались попытки внедрить использование местного каменного угля. Пика производительности завод достиг в 1861 году, когда было выплавлено 4144 т чугуна и 1949 т железа, на этот момент он располагал 2 доменными, 10 пудлинговыми и 6 сварочными печами, 2 кричными горнами, кричным, 2 пудлинговыми и одним паровым молотами, 2 прокатными станами, 9 водяными колёсами, 1 турбиной и 3 паровыми машинами.
С 1861 года объём производства начинает неуклонно снижаться, в 1863 году завод переходит в аренду французского банкирского дома «Ж. Пик и К°», который до 1865 года занимался распродажей имущества завода. В результат 1865 году было выплавлено всего 835 т чугуна. В 1873 году завод снова сдан в аренду Уральскому горнозаводскому товариществу «Кн. К. Э. Белосельский-Белозерский, П. П. Демидов и К°», и впоследствии, в 1882 году, окончательно выкуплен Павлом Павловичем Демидовым.
При новых владельцах на заводе восстановлены производственные мощности и проведена модернизация: появилась новая доменная печь, внедрён подогрев воздуха, подаваемого в печь, заменены паровые машины. Благодаря нововведениям производство снова выросло, достигнув к 1900 году 10615 т чугуна в год. Однако вскоре чугунно-литейное производство становится нерентабельным и в 1912 году прекращается.
Завод переоборудуется в ремонтные мастерские и начинает обслуживать Луньевские угольные копи. Постепенно начинает развиваться машиностроительное производство. С 1920 года завод выпускает оборудование для угольных шахт: вагонетки, пневматические молотки, лебёдки, лёгкие врубовые машины, затем осваивается производство бурильных установок и насосов, появляется сталелитейный цех. В 1930-е годы завод был реконструирован и стал крупным предприятием, ориентированным на производство горно-шахтной и горнорудной техники.
После начала Великой Отечественной войны, в 1941 году, на площадки завода эвакуирован Торезский завод горного машиностроения из Донецкой области. Совместными усилиями в Александровск организовано производство тяжёлой техники: породопогрузочных машин, ленточных конвейеров, шахтных электровозов. Одновременно ведётся изготовление продукции военного назначения: миномётов и огнемётов, корпусов мин и авиабомб, орудийных лафетов и специальных прицепов для зенитных установок.
В послевоенный период работники завода участвовали в восстановлении шахт Донбасса, а сам завод пережил новую модернизацию и стал крупнейшим предприятием отрасли. Здесь освоено производство 14-тонного троллейного электровоза и подвесного насоса типа АЯП, за разработку которого его конструктор А. Я. Подопригора был удостоен Государственной премии. В 1956 году при заводе организовано специальное конструкторское бюро, задачами которого стали модернизация серийной и разработка новой горнодобывающей техники. Заказы, выполненные заводом, включают поставки конвейеров для строящихся автомобильных предприятий: Волжского и Камского автомобильных заводов. В 1977 году трудовые успехи коллектива были отмечены орденом Трудового Красного Знамени.
В 1993 году завод был приватизирован и преобразован в акционерное общество с закреплением не менее 38 % акций за государством. В 1990-е годы завод удалось сохранить, и по состоянию на 2018 год он продолжает работу. Среди современной продукции завода — шахтные ленточные конвейеры и погрузочные машины, рудничные электровозы и дизелевозы, вагонетки, редукторы и лебёдки. Осваивается трубное производство. Благодаря наличию собственного конструкторского бюро, выполняются работы по изготовлению нестандартных металлоконструкций. Оказываются услуги по термообработке, литью, штамповке, поковке и ремонту рельсовой техники. Поставки осуществляются как на горнодобывающие предприятия по всей России, так и за рубеж: в страны ближнего зарубежья, Анголу, Болгарию, Вьетнам, Македонию, Мьянму.
В августе 2021 года за долги в размере 2 млрд рублей имущество Александровского машиностроительного завода было арестовано.

### Генеральный директор
С 1998 по 2011 генеральным директором завода был Валентин Александрович Ильиных. В 2011 году его в этой должности сменил Гагик Геворкович Меграбян.
С 2022 года руководителем завода стал Артур Петрович Маркарян

### Собственники
Основными собственниками компании являются Геворг Григорович Меграбян (41,07 % акций) и Амалия Геворковна Меграбян (28,89 % акций).

## Структура производства
По состоянию на 2018 года в состав завода входят несколько основных и обеспечивающих цехов.

### Основное производство
- Литейный цех по изготовлению отливок из чугунов, сталей и цветных металлов
- Кузнечно-термический цех
- Цех металлоконструкций
- Цех по изготовлению роликов
- Цех редукторов
- Цех электровозов и погрузочных машин
- Цех ленточных конвейеров

### Обеспечивающее производство
- Инструментальный цех
- Ремонтно-механический цех
- Электроремонтный цех
- Ремонтно-строительный участок

Кроме этого, в структуру предприятия входят сбытовое подразделение ООО "Торговый дом «Александровский машиностроительный завод» и кемеровская сервисная компания ООО «Александровск конвейер сервис».